# Midostaurina
Midostaurina é um fármaco do grupo dos inibidores de inibidores de quinase utilizado para tratamento da leucemia mieloide aguda. Foi aprovado pela ANVISA para uso no Brasil em abril de 2018. É uma droga semi-sintética produzida a partir da estaurosporina, um alcaloide, que provém da bactéria Streptomyces staurosporeus.